# Segoe
Segoe（发音/si.ɡoʊ./）是一款西文无衬线体，是由微软公司开发的并且广泛使用的字体。Segoe UI是Segoe商标下一系列（至少有27种）字体的一种，这个系列的其他字体包括品牌印刷字体的拓展， 在微软内部、广告代理商使用。另外Windows Vista中的手写字体Segoe Script和Segoe Print，一些Segoe Media Center字体，还有内置于MSNTV的Segoe TV都是这个家族。

## 争论
关于Segoe UI字体和Frutiger字体家族的相似性一直存在争论。Frutiger是德国Linotype公司的产品。在2004年，微软把一些Segoe和Segoe斜体字体作为其自创字体设计在欧盟进行商标和设计室注册。Linotype公司对此表示抗议，2006年2月，欧盟撤销了微软的注册。
实际上，Segoe体的很多字符的确和Frutiger非常相似，但是相似性还不及其他“类Frutiger字体”，如Adobe公司的Myriad和苹果电脑公司的Podium Sans。

## 发布

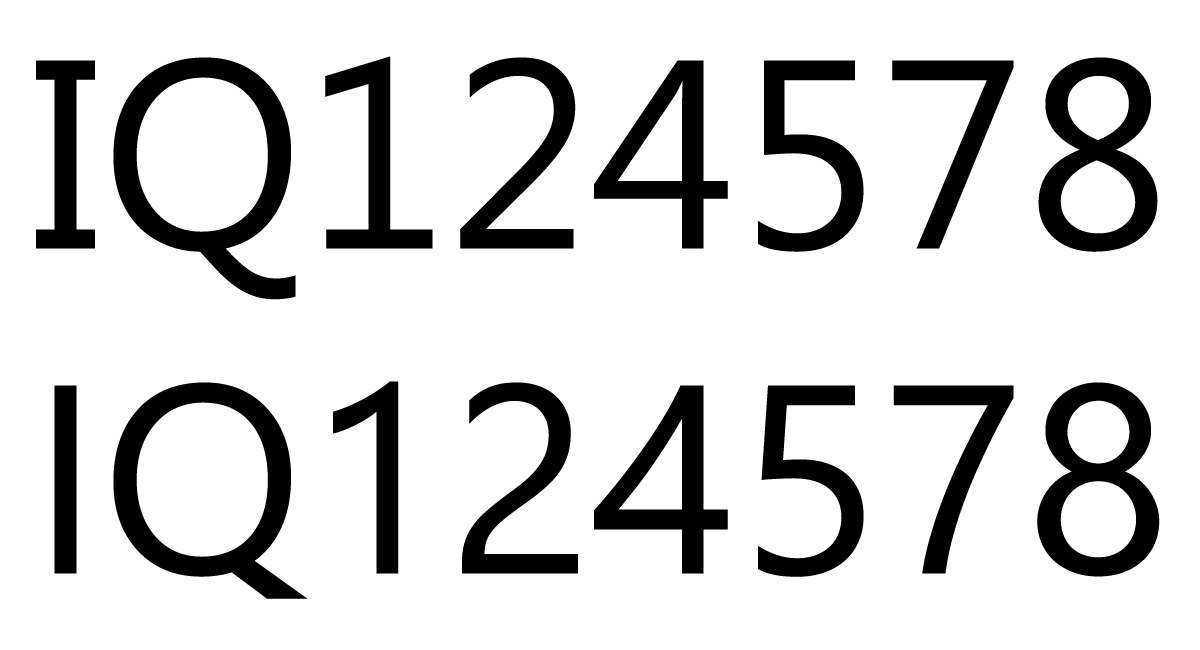
Segoe UI的新旧字形对比，上方为Windows Vista和Windows 7字型，下方为Windows 8、Windows 8.1、Windows 10和Windows 11字型。

Segoe UI字体家族通过微软公司的产品一同发布。使用Microsoft Office 2007、Microsoft Office 2010、Windows Vista和Windows 7的用户都可以获得这个字体。Windows 8中的Segoe UI使用了新的字形设计。

## Segoe Print
Segoe Print是一款手写体打印字体，在非Windows7/Windows Vista环境下均可下载，由数字、字母及符号构成。

### 首尔（English）字符中的构成
于2008年正式使用，目前还没有此字体。参数设置的字体中，选择「Segoe Print Hanja」。

### 汉字输入
参数设置中的字体中，选择「Segoe Print Chinese Characters」。

### 东京（English）字符中的构成
于2008年正式使用，目前还没有此字体。参数设置的字体中，选择「Segoe Print Kanji」或「Segoe Print Kana」。

## Segoe Script

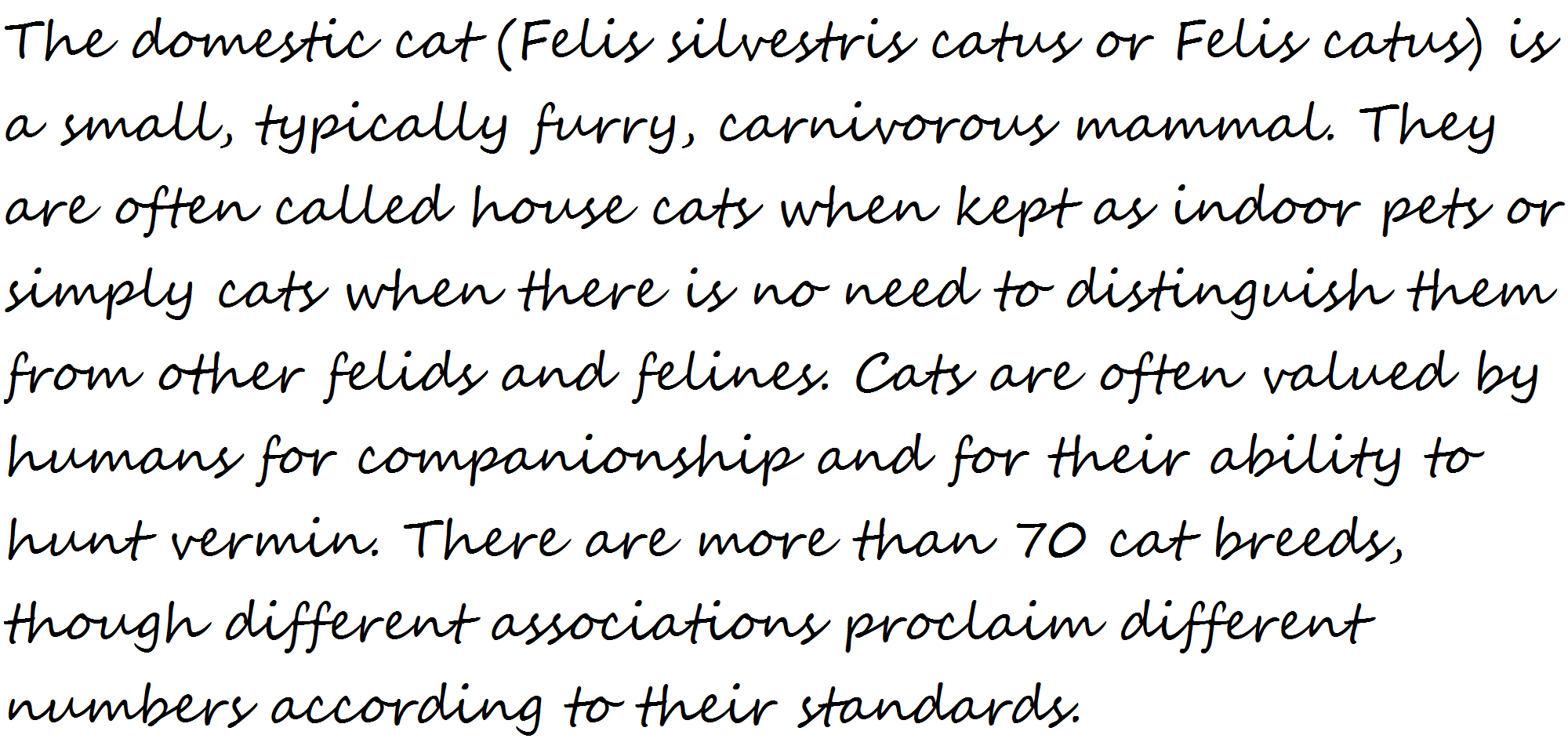
使用Segoe Script字體閱讀英語維基百科中的文章範例。

Segoe Script是一套手写体，此字体包含字形有常规体、粗体、粗斜体、伪斜体、希腊文和俄文。

## 请参阅
- ClearType
- 微软雅黑
- 微軟正黑體
- Malgun Gothic